# Liste der Biografien/Gori
Liste der Biografien |
Portal Biografien |
Personensuche
# |
A |
B |
C |
D |
E |
F |
G |
H |
I |
J |
K |
L |
M |
N |
O |
P |
Q |
R |
S |
T |
U |
V |
W |
X |
Y |
Z |
?
 
Ga |
Gb |
Gc |
Gd |
Ge |
Gf |
Gh |
Gi |
Gj |
Gk |
Gl |
Gm |
Gn |
Go |
Gp |
Gq |
Gr |
Gs |
Gu |
Gv |
Gw |
Gy |
Gz
 
Goa |
Gob |
Goc |
God |
Goe |
Gof |
Gog |
Goh |
Goi |
Goj |
Gok |
Gol |
Gom |
Gon |
Goo |
Gop |
Gor |
Gos |
Got |
Gou |
Gov |
Gow |
Goy |
Goz
 
Gora |
Gorb |
Gorc |
Gord |
Gore |
Gorf |
Gorg |
Gorh |
Gori |
Gorj |
Gork |
Gorl |
Gorm |
Gorn |
Goro |
Gorp |
Gorr |
Gors |
Gort |
Goru |
Gorv |
Gory |
Gorz
Die Liste der Biografien führt alle Personen auf, die in der deutschsprachigen Wikipedia einen Artikel haben. Dieses ist eine Teilliste mit 107 Einträgen von Personen, deren Namen mit den Buchstaben „Gori“ beginnt.

## Gori
- Gori (1894–1944), estnischer Karikaturist der Zwischenkriegszeit
- Gori Pannilini, Giovanni Battista (1604–1662), italienischer katholischer Geistlicher und Bischof von Grosseto
- Gori, Affortunato († 1925), italienischer Bildhauer
- Gori, Alberto (1889–1970), italienischer Ordensgeistlicher, lateinischer Patriarch von Jerusalem
- Gori, Antonio Francesco (1691–1757), italienischer Altertumsforscher und Priester
- Gōri, Daisuke (1952–2010), japanischer Synchronsprecher, Erzähler und Schauspieler
- Gori, Georges, französischer Bildhauer des Art déco
- Gori, Lallo (1927–1982), italienischer Komponist und Musiker
- Gori, Michele (* 1980), italienischer Jazzmusiker (Flöte, Komposition)
- Gori, Mirko (* 1993), italienischer Fußballspieler
- Gori, Nico (* 1975), italienischer Jazzmusiker
- Gori, Patrizia (* 1950), italienische Schauspielerin
- Gori, Pietro (1865–1911), italienischer Jurist, Journalist, Intellektueller und anarchistischer Dichter
- Gori, Sergio (1946–2023), italienischer Fußballspieler
- Gori, Vittorio Cecchi (* 1942), italienischer Filmproduzent
- Gori-Merosi, Carmine (1810–1886), italienischer Kardinal

### Goria
- Goria, Giovanni (1943–1994), italienischer Politiker, MdEP und Ministerpräsident (Juli 1987 bis März 1988)
- Gorian, Georg († 1622), österreichischer Zisterzienser und Abt

### Goric
- Goricanec, Martina (* 1993), österreichische Handballspielerin
- Goricanec, Tanja (* 1990), Schweizer Volleyball- und Beachvolleyballspielerin
- Görich, Johannes (* 1958), deutscher Radiologe und Professor für Radiologie in Heidelberg
- Görich, Knut (* 1959), deutscher HistorikerKnut Görich (* 1959)

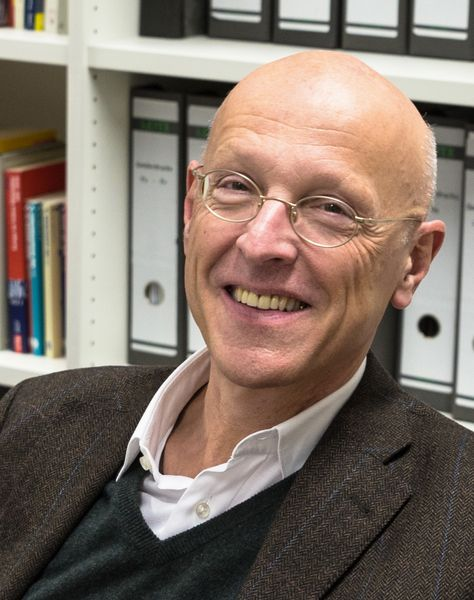
Knut Görich (* 1959)

- Görich, Willi (1907–1991), deutscher Landeshistoriker
- Göricke, Bernd (1956–1983), deutscher Tourist; Mordopfer eines ungeklärten Kriminalfalls
- Göricke, Hans-Otto (1919–2009), deutscher Generalmajor

### Gorie
- Gorie, Dominic Lee Pudwill (* 1957), US-amerikanischer Astronaut

### Gorig
- Görig, Alfred (* 1947), deutscher Bildhauer
- Görig, Manfred (* 1959), deutscher Politiker (SPD), MdL
- Görig, Steffen (* 1969), deutscher Unternehmer und Autorennfahrer
- Görig, Walter (1885–1974), deutscher Architekt

### Goril
- Gorilla Monsoon (1937–1999), US-amerikanischer Wrestler, Wrestlingkommentator und Booker
- Gorilla Zoe, US-amerikanischer Rapper
- Gorille, Jürgen (* 1953), deutscher Fußballspieler

### Gorin
- Gorin, François (* 1956), französischer Journalist, Musikkritiker und Autor
- Gorin, Igor (1904–1982), ukrainisch-amerikanischer Sänger (Bariton), Schauspieler, Komponist und Gesangspädagoge
- Göring, Albert (1895–1966), deutscher Geschäftsmann, der Juden und politisch Verfolgten während des Zweiten Weltkriegs half; Bruder von Hermann Göring
- Göring, Bernhard (1897–1949), deutscher antifaschistischer Widerstandskämpfer und Politiker (SPD, SED), MdV
- Göring, Brezel (* 1967), deutscher Musiker
- Goring, Butch (* 1949), kanadischer Eishockeyspieler und -trainer
- Göring, Carin (1888–1931), Ehefrau von Hermann Göring
- Göring, Carl (1841–1879), deutscher Philosoph und Schachmeister
- Göring, Edda (1938–2018), deutsche Frau, Tochter des Reichsmarschalls Hermann Göring
- Göring, Emmy (1893–1973), deutsche Schauspielerin und die zweite Ehefrau von Hermann GöringEmmy Göring (1893–1973)

Emmy Göring (1893–1973)

- Göring, Ernst-Otto (1913–1974), deutscher Kirchenmusiker
- Göring, Franz (* 1908), deutscher SS-Obersturmbannführer im Reichssicherheitshauptamt
- Göring, Franz (* 1984), deutscher Skilangläufer
- Göring, Friedrich August (1771–1840), deutscher Lehrer und Direktor des Katharineums zu Lübeck
- Göring, Friedrich Christian (1736–1791), evangelischer Theologe und Generalsuperintendent in Pommern
- Göring, Hans-Joachim (1923–2010), deutscher Fußballspieler
- Göring, Heinrich (1850–1931), deutscher Schreinermeister und Politiker (Zentrum), MdR
- Göring, Heinrich Ernst (1839–1913), deutscher Jurist, Kolonialbeamter und Diplomat
- Göring, Helga (1922–2010), deutsche Schauspielerin
- Göring, Helmut (1894–1957), deutscher Historiker und Hochschullehrer
- Göring, Herbert (1889–1947), Vetter von Hermann Göring
- Göring, Hermann (1893–1946), deutscher Politiker (NSDAP), MdR, Ministerpräsident, ReichsmarschallHermann Göring (1893–1946)

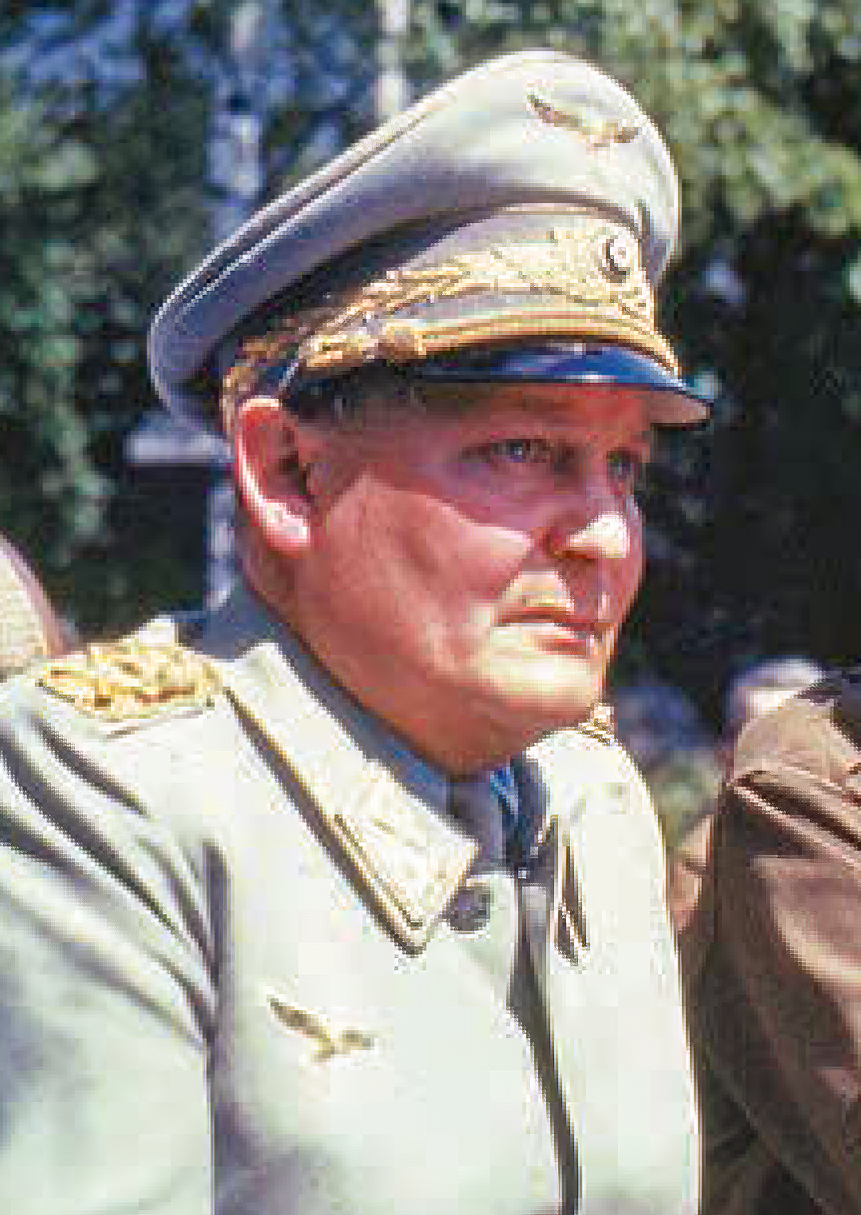
Hermann Göring (1893–1946)

- Göring, Horst (* 1932), deutscher DBD-Funktionär, MdV
- Göring, Hugo (* 1849), deutscher Literaturwissenschaftler, Theosoph und Reformpädagoge
- Göring, Johann Christoph († 1684), Pfarrer und Liederdichter
- Göring, Johanna (* 2005), deutsche Leichtathletin
- Göring, Ludwig (1923–2011), deutscher SS-Offizier und verurteilter Kriegsverbrecher
- Göring, Manja (* 1955), deutsche Schauspielerin
- Goring, Marius (1912–1998), britischer Schauspieler
- Göring, Matthias Heinrich (1879–1945), deutscher Arzt, Psychotherapeut und NS-Funktionär
- Göring, Michael (* 1956), deutscher Literaturwissenschaftler, Vorstandsvorsitzender der Zeit-Stiftung Ebelin und Gerd Bucerius
- Göring, Michael Christian (1694–1763), deutscher Verwaltungsbeamter und Industrieförderer
- Göring, Peter (1784–1862), deutscher Bergbau- und Hüttenunternehmer
- Goring, Peter (1927–1994), englischer Fußballspieler und -trainer
- Göring, Peter (1940–1962), deutscher Militär, Gefreiter der Grenztruppen der DDR, der als Mauerschütze von zwei West-Berliner Polizisten erschossen wurde
- Göring, Petronella (1906–1968), österreichische Pianistin und Komponistin
- Göring, Rolf (* 1940), deutscher Unternehmer, Rennfahrer und Europabergmeister
- Göring-Eckardt, Katrin (* 1966), deutsche Politikerin (Bündnis 90/Die Grünen), MdBKatrin Göring-Eckardt (* 1966)

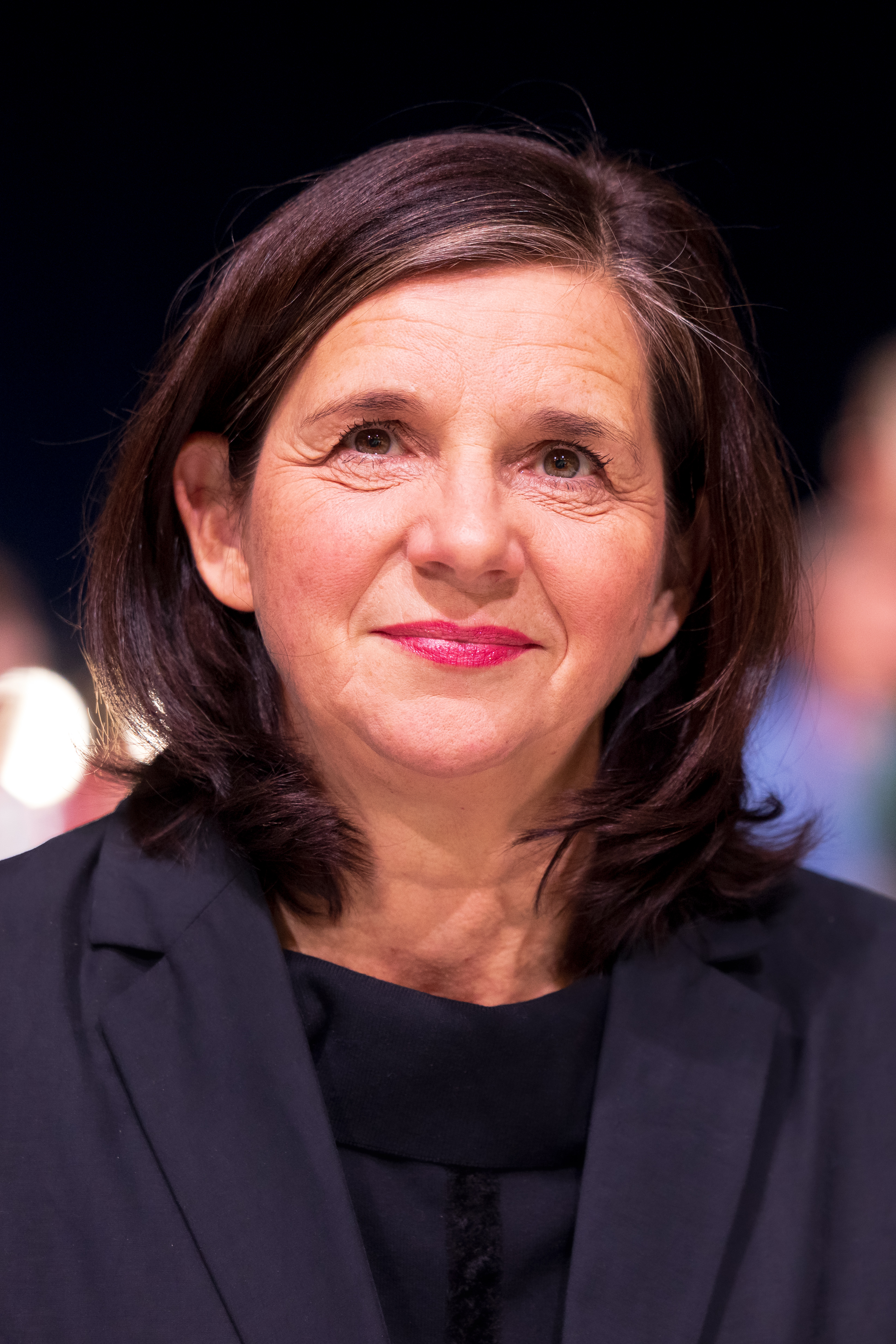
Katrin Göring-Eckardt (* 1966)

- Göringer, Alfred von (1856–1932), bayerischer General der Infanterie
- Göringer, Heinrich (1843–1926), bayerischer Generalleutnant
- Gorini, Walter (* 1944), italienischer Bahnradsportler und Weltmeister
- Gorinow, Alexei Alexandrowitsch (* 1961), russischer Kommunalpolitiker, Abgeordneter vom Moskauer Bezirk Krasnoselskij

### Gorip
- Gorippus, spätantiker lateinischer Dichter

### Goris
- Goris, Eva (* 1956), deutsche Journalistin
- Goris, Ignace (* 1942), belgischer Fußballschiedsrichter
- Goris, Karl (1927–1983), deutscher Maler, Zeichner, Architekt und Filmemacher
- Goris, Martinus († 1632), niederländischer Jurist und Politiker
- Goris, Rob (1982–2012), belgischer Eishockeyspieler und Straßenradrennfahrer
- Goris, Wouter, niederländischer Philosoph
- Görisch, Ernst Walter (* 1949), deutscher Politiker (SPD)
- Gorischek, Thussy (1940–2011), österreichische Violinistin
- Gorišek, Janez (1933–2023), jugoslawischer Skispringer, Architekt und Ingenieur
- Gorissen, Burkhardt (* 1958), deutscher Autor und Journalist
- Gorissen, Friedrich (1912–1993), deutscher Historiker
- Gorißen, Silke (* 1971), deutsche Politikerin (CDU)Silke Gorißen (* 1971)

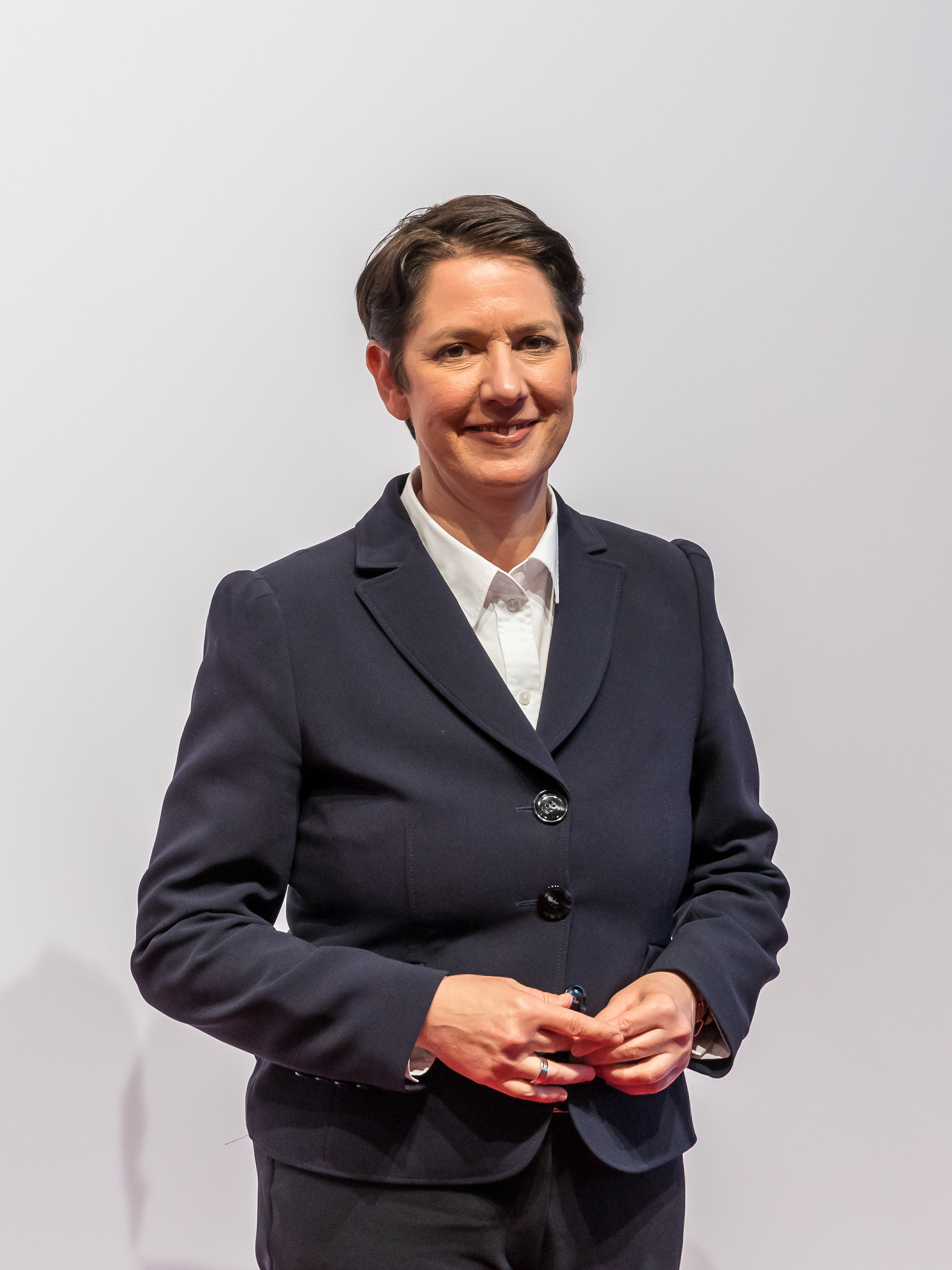
Silke Gorißen (* 1971)

- Gorißen, Stefan (* 1960), deutscher Historiker

### Gorit
- Goritschewa, Tatjana Michailowna (* 1947), russische christliche Philosophin und Aktivistin
- Göritz, Anja (* 1972), deutsche Psychologin
- Göritz, Artur (1907–1938), deutscher Schlosser und Widerstandskämpfer gegen den Nationalsozialismus sowie ein Opfer der NS-Justiz
- Göritz, Erich (* 1908), deutscher DBD-Funktionär, MdV, Bezirksvorsitzender der DBD Berlin
- Göritz, Hansjörg (* 1959), deutscher Architekt, Hochschullehrer und AutorHansjörg Göritz (* 1959)

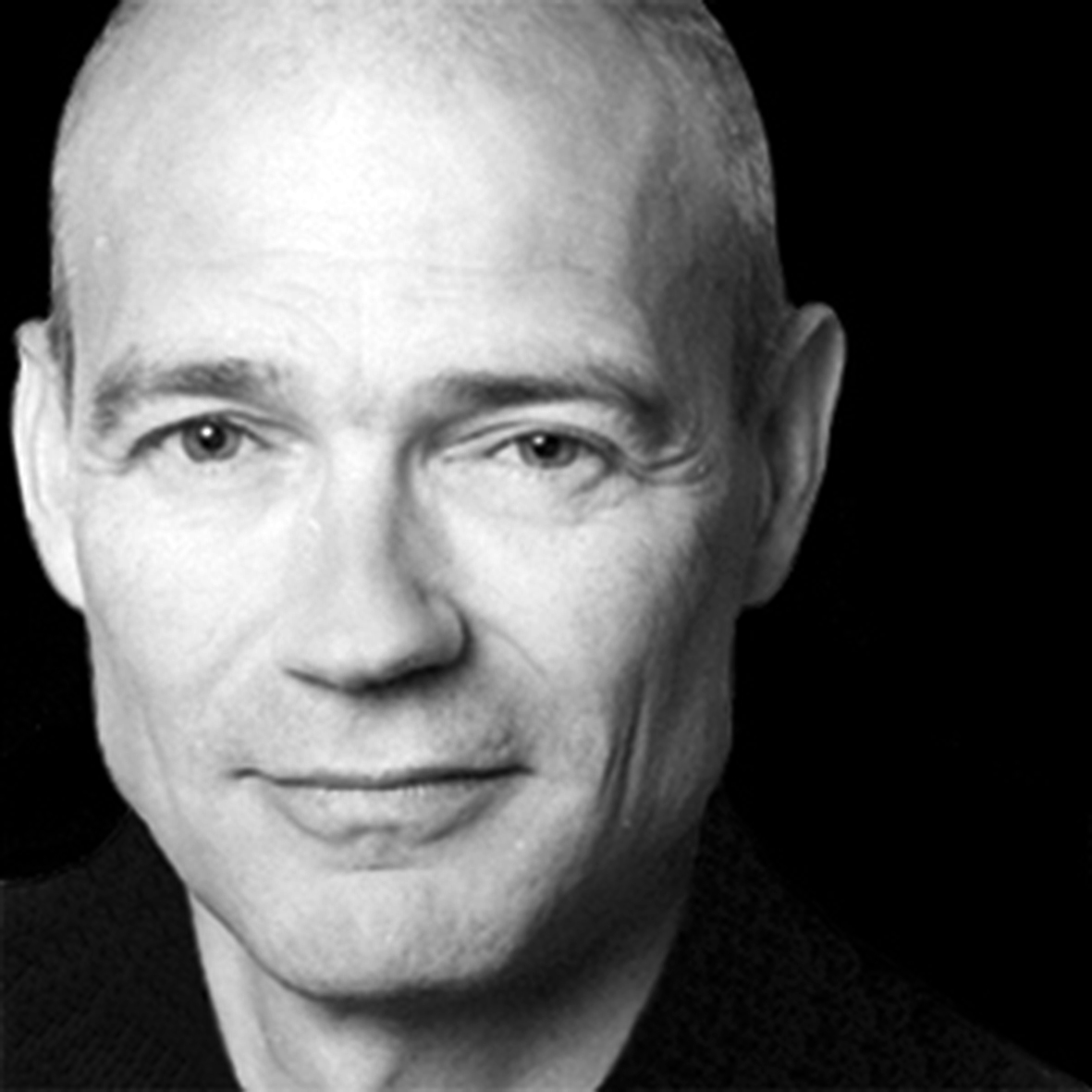
Hansjörg Göritz (* 1959)

- Göritz, Hermann (1902–1998), deutscher Gärtner und Landschaftsarchitekt
- Göritz, Ilse (* 1922), deutsche SS-Aufseherin im KZ Ravensbrück
- Göritz, Johann Adam (1681–1734), Mediziner, Stadtarzt in Regensburg, Mitglied der Leopoldina
- Göritz, Matthias (* 1969), deutscher Lyriker, Romancier und Übersetzer
- Goritz, Otto (1873–1929), deutscher Theaterschauspieler und Opernsänger (Bariton)
- Göritz, Renate (1938–2021), deutsche Malerin, Grafikerin und Objektkünstlerin
- Göritz, Stephan (1960–2018), deutscher Schriftsteller, Journalist und Hörspielautor
- Göritz, Werner (1901–1976), deutscher Maler und Grafiker
- Goritzki, Johannes (1942–2018), deutscher Cellist und Dirigent
- Goritzki, Thomas (* 1952), deutscher Schauspieler und Regisseur

### Goriu
- Goriupp, Roland (* 1971), österreichischer Fußballspieler
- Gorius, Friedrich (1877–1950), deutscher Jurist und Verwaltungsbeamter

### Goriz
- Göriz, Karl (1802–1853), deutscher Agrarwissenschaftler